# Bettlerspitze
Bettlerspitze är en bergstopp i Österrike.   Den ligger i distriktet Bludenz och förbundslandet Vorarlberg, i den västra delen av landet, 500 kilometer väster om huvudstaden Wien. Toppen på Bettlerspitze är 2 272 meter över havet, eller 156 meter över den omgivande terrängen. Bredden vid basen är 0,50 km.
Terrängen runt Bettlerspitze är huvudsakligen bergig. Närmaste större samhälle är Bludenz, 12,9 kilometer sydväst om Bettlerspitze. 
Trakten runt Bettlerspitze består i huvudsak av gräsmarker. Runt Bettlerspitze är det ganska glesbefolkat, med 47 invånare per kvadratkilometer.